# Régis Clère
Régis Clère (Langres, 15 de agosto de 1956-Dijon, 9 de junio de 2012) fue un deportista francés que compitió en ciclismo en la modalidad de ruta, aunque también disputó carreras de pista.
En carretera sus mayores éxitos son la victoria en tres etapas del Tour de Francia (una en 1983 y dos en 1987) y dos victorias de etapa en la Vuelta a España 1981, en la que llevaría el maillot amarillo de líder durante nueve días.
Ganó una medalla de bronce en el Campeonato Mundial de Ciclismo en Pista de 1989, en la prueba de persecución individual.
Falleció de una insuficiencia cardíaca en un hospital de Dijon el 9 de junio de 2012, a la edad de 55 años.

## Medallero internacional
| Campeonato Mundial | Campeonato Mundial | Campeonato Mundial | Campeonato Mundial         |
| Año                | Lugar              | Medalla            | Competición                |
| ------------------ | ------------------ | ------------------ | -------------------------- |
| 1989               | Lyon (Francia)     | Medalla de bronce  | Persecución individual (P) |

## Palmarés
| 1979 - 1 etapa del Tour del Porvenir - 1 etapa de la Ruta de Francia 1980 - 1 etapa del Tour del Porvenir 1981 - 2 etapas de la Vuelta a España - Premio de la Combatividad del Tour de Francia 1982 - Campeonato de Francia en Ruta | 1983 - 1 etapa del Tour de Francia 1987 - 2 etapas del Tour de Francia y Premio de la Combatividad - Ruta del Sur, más 1 etapa - 1 etapa de la Vuelta a Galicia |